# Gagny
Gagny é uma comuna do departamento de Seine-Saint-Denis, localizada na região da Ilha de França, na França.